# 坂口彩
坂口 彩（さかぐち あや、1984年10月29日 - ）は、日本の女優、タレント、ナレーター、司会者。埼玉県さいたま市在住。2012年さいたま観光大使。埼玉大学理学部物理学科卒業。

## 経歴
- フリーランスの女優・タレント。
- 2009年に劇団ひまわりの俳優養成所に入所後、翌年、勤めていた会社を退職し、俳優としての活動を開始。
- 2011年に埼玉中央青年会議所が主催、ゴダイゴのタケカワユキヒデがプロデュースする「さいたま夢KANAオーディション」で、実樹香との歌・ダンス・芝居ユニット「彩香(saika)」としてグランプリを獲得、2012年にはさいたま観光大使を務める。
- CMを中心に映画・ドラマ・舞台・モデル・ナレーション・インタビュー・イベント司会など幅広く仕事をしている。
- 「WEBCM女王」を自称しており、300本以上のWEB動画・WEBサイトに出演[1]。

## 人物
- 埼玉大学理学部物理学科卒業。
- 特技はストリートダンス、テニス、水泳。
- 趣味は旅行、キャンプ、脱出ゲーム。
- 資格は普通自動車免許。
- 清水富美加に似ていると言われる。

## 出演

### ドラマ
- 刑事7人 第2シリーズ 第8話（2016年9月7日、テレビ朝日） - 婦警 役
- スリル!赤の章〜警視庁庶務係ヒトミの事件簿 第1話（2017年2月22日、NHK総合） - ニュースリポーター 役
- オトナ高校 第1話（2017年10月14日、テレビ朝日） - 合コンパーティー司会者 役
- 妖怪人間ベラ～Episode0～ 第1話（2020年8月13日～、Amazonプライムビデオ他動画配信サイト）
- 女子グルメバーガー部 第9話・第11話（2020年9月5日・9月19日、テレビ東京）
- おじさまと猫 第9話（2021年3月4日、テレビ東京） - 小学校の先生 役

### テレビ番組
```
*2020年　
フジテレビ
通販
ディノス
「スリムコーチ エクササイズローファー」
```

- 2019年　TBS「爆報！THEフライデー」ミラーマン石田信之再現VTR（娘・麻奈さん役）
- 2019年　ＱＶＣ通販「マシロプラス」
- 2019年　テレビ埼玉「知ってナットクすっぺ！交通安全」-番組ＭＣ
- 2018年　テレビ東京系「痛快！買い物ランド ショップ島#218」
- 2017年　スカイパーフェクトTV「耳より！通販情報」
- 2017年　テレビ埼玉「ちょっと、ちょっと！知って欲しい！春の交通安全」
- 2016年　総合診療医ドクターG 〜足の付け根が痛い〜（2016年、NHK総合） - 主人公の後輩 役
- 2016年　テレビ埼玉「三季連続の甲子園！〜花咲徳栄、夏の戦い〜」 - ナレーション
- 2016年　テレビ埼玉「ふた旅美JAPAN」 - ふた旅美SAITAMAコーナーゲスト
- 2016年　スカイパーフェクトTV「耳より！通販情報」
- 2012年　J:COM「ギュギュっとさいたま」
- 2012年　テレビ埼玉「MUSIC AQUA」 - メインMC
- 2012年　NOTTV「notty☆LIVE7時間！」 - ゲスト出演
- 2011年　CO 移植コーディネーター（2011年3月 - 4月、WOWOW） - 医師 役
- 2011年　J:COM「ギュギュっとさいたま」
- 2010年　NHK「日本のこれから」
- 2010年　日本テレビ「心ゆさぶれ！先輩rock you」（再現VTR）

### TVCM
- 2021年　セルコホーム[1]
- 2021年　日本郵政「とどけ、きもち／すべてを、お客さまのために。」[1]
- 2020年　GUNDAM FACTORY YOKOHAMA「家族でＧＦＹ編」[1]
- 2020年　源清田商事「甘栗・黒にんにく」
- 2020年　「日本亭」ナレーション（テレビ埼玉）
- 2018年　「三光ソフラン」ナレーション
- 2018年　福井鐵工「溶接ママ募集！」
- 2018年　ライフデザイン・カバヤ「家族の成長編」
- 2017年　車買取アップル「お車買い換え編2」
- 2017年　ポケモンレスキュー
- 2017年　群馬の外壁塗装「ミヤケン」
- 2017年　名水美人「映画試写会篇」
- 2017年　ハラホンダスマイル「乗るだけセット」
- 2017年　車買取アップル「お車買い換え編」
- 2016年　埼玉県スマホアプリ「ポケットブックまいたま（おでかけ編・防犯編）」（テレビ埼玉）
- 2016年　SEGATOYS「アンパンマンびょういん」
- 2016年　NTT docomo「dアニメストア」（HBC「木曜サプリ」内でOA）
- 2015年　ケーブルテレビNCV函館センター「洗濯中のスマートテレビマン編」「スマテレマンおまたせしました篇」
- 2015年　ケーブルテレビNCV函館センター「がんばれ!スマートテレビマン!!-登場編」
- 2014年　第四銀行「だいしWillink」
- 2013年　上池自動車学校
- 2013年　docomo「愛のあるメール大賞」

### 映画
- 2020年　「Christmas in Tokyo～あなたに贈るクリスマス～」（監督：神酒大亮）
- 2020年　いつくしみふかき（監督：大山晃一郎）
- 2020年　「漫画誕生」（監督：大木萠）-ヤエ役
- 2020年　「花と雨」（監督：土屋貴史　主演：笠松将）-公園の母役
- 2020年　リモート短編映画「タッチ」（監督：月足直人）
- 2019年　「しあわせ犬」（監督：池田眞也）-クミコ店長役
- 2019年　短編映画「selfish」（監督：太田祐一）-彩役
- 2018年　「事故物件」（監督：堀井彩）
- 2018年　「あの星が輝く日」（監督：梶浦勇矢）-星野明役
- 2018年　「ラヂオ幽霊」（監督：森田博之）
- 2018年　saga film「虚湖愛捧刻」（監督：長嶺将希）
- 2018年　ジオラマガールエピソード0 「浦和にゃ８つの駅がある～SAITAMA STORY～」（監督：ながせきいさむ） -百瀬ひなこ役
- 2018年　「Day7」（監督：飯野歩） -安藤役
- 2017年　「海辺の弔い」（監督：BEBE）
- 2017年　大田区文化振興協会30周年記念作品「大舞台は頂いた！」（監督：神酒大亮）
- 2017年　短編映画「うぱん」（監督：Koty）
- 2016年　短編映画「いないいないばあ」（監督：三ツ矢折無） - 主演・コシダハルコ 役
- 2016年　さいたま市長編映画プロジェクト「街をみる」（監督：川本直人） - モデルハウスに来た妻 役
- 2014年　さいたま市岩槻市合併10周年記念特別企画映画「つきものがたり」（監督：吉永篤史） - 佐藤美奈 役
- 2013年　日本大学芸術学部映画学科卒業制作「春秋日和」（監督：木村優真） - 綾瀬まこと 役
- 2012年　さいたま市後援映画「usual colors」（監督：冨澤十万喜） - 主演・佐藤珠菜 役
- 2012年　Winning Cast制作映画「取り出し口より愛をこめて」（監督：賀川黒之助） - 準主演・まい 役
- 2011年　デフィプロモーション制作映画「その、また先に」（監督：堀口達哉） - 主演・城島理子 役

### 舞台
- 2021年　やまとことば「今から職員集会をはじめます。」（演出：鈴木トシアキ）-川口役
- 2019年　劇団東京イボンヌ第13回公演「モルディブの星」（演出：福島真也）-主演・田中布美役
- 2018年　三栄町Live×服部無双プロデュースVol.1 「コトバノノチ」（演出：服部無双）-エナ役
- 2018年　Am-bitioN「Hi⭐︎Jack!!」（演出：江戸川崇） - 麻生未希 役
- 2017年　Am-bitioN「Candy House」（演出：原将明）
- 2016年　演劇革命企画第1回公演「野方ワールドファンタジー」（演出：KS LABO）
- 2015年　劇団チキンハート「房総学園七不思議」（演出：大山晃一郎） - 田中あみ 役
- 2014年　TOKYO MX／劇団アトリエッジ「流れる雲よ」（演出：奈美木映里） - 船迫多恵 役
- 2014年　Dimine「365日のマーチ」（演出：高橋優太） - 福島由香里 役
- 2014年　NPO杖とランドセル「明日きみを食べるよ」（演出：なるせゆうせい） - ソバッカス 役
- 2013年　BIG MOUTH CHICKEN「DREAMER'S SMILE」（演出：冨澤十万喜） - 徳川ガイア 役
- 2013年　ロデオ★座★ヘヴン「マリー・ボドニック」（演出：中井由梨子） - 柳可心 役
- 2012年　BIG MOUTH CHICKEN「INNOCENT GUILT」（演出：冨澤十万喜） - 七色童子 役
- 2011年　劇団ひまわり「MY FRIEMD L」（演出：やまぐちやすお） - かすみ 役
- 2010年　劇団ひまわり「ホテル・サンフラワー」（演出：青山伊津美） - シャドー 役

### ラジオ
- 2018年　fleshlive「内田慎之介のCUESHEET」-ゲスト出演
- 2018年　REDSWAVE「Flap Flap」-ゲスト出演
- 2015年　レインボータウンFM「美 style」 - ゲスト出演
- 2012年　REDSWAVE「吉武大地の未来くるミュージック！」 - ゲスト出演
- 2012年　FMやまと「夕映えサンセット」 - ゲスト出演
- 2012年　REDSWAVE「Flap Flap」 - ゲスト出演
- 2012年　RADIO365「ハリウッドの☆」 - ゲスト出演
- 2012年　REDSWAVE「さいたまstyle」 - ゲスト出演
- 2011年　REDSWAVE「さいたまstyle」 - ゲスト出演

### MV
- 2018年　Swimming Fly Walkman「sora」
- 2017年　川﨑麻世「This is My love・・・俺の愛」[1]
- 2014年　オラキオ体操クラブ「チョマカレッ！～こまつver.」[1]

### WEB
- 2021年　ウメボシピクチャーズ「大人のすっぱい経験 Vol.4　敏感な彼女への贈りもの」[1]
- 2021年　アルネットホーム「極暖の家AIRIS」[1]
- 2021年　ミニドラマ「不器用な父と35歳の娘のキャンプ」[1]
- 2021年　KDDI「あんしんウォッチャー」[1]
- 2021年　スチールエコライフInstagram[1]
- 2021年　トランスコスモス「在宅コンタクトセンターサービス」[1]
- 2021年　わらいみらい[1]
- 2021年　振込代行サービズ「ウェブフリコム」[1]
- 2020年　Kabuto「picot」[1]
- 2020年　東京電力エナジーパートナー「【マスター家電】超音波で洗う！タレなどの食べこぼしやワインのシミ、口紅、いろんな汚れがスッキリ綺麗。縦型洗濯機」[1]
- 2020年　高度ポリテクセンター「ものづくりアシスト・エンジニア科で見つける 新しいわたし ～ 高度ポリテクセンターのハロートレーニング」[1]
- 2020年　エアトラスト「Universal Key」[1]
- 2020年　Amazon「JASHEN 掃除機 J07・V17」WEBCM
- 2020年　YOUGOOD 月足直人著「動画クリエイター講座」WEB動画
- 2020年　厚生労働省「オンライン資格確認　医療機関・薬局向け周知動画（導入後の業務と機能編）」
- 2020年　東京電力エナジーパートナー「普通の食パンがステキになるトースター【マスター家電】」
- 2020年　消費者庁「消費生活相談員」
- 2020年　中川政七商店「茶論」
- 2020年　ヤーマン「メディリフト 満足度ボイス」
- 2020年　天成園 HP モデル
- 2020年　シービック「男デオナチュレ」
- 2020年　潮騒の宿ふじま HPモデル
- 2020年　東京電力エナジーパートナー「【家電王】炎じゃない？電気暖炉」
- 2019年　厚生労働省「オンライン資格確認 医療機関・薬局向け周知動画」
- 2019年　パイオランドホテル HPモデル
- 2019年　侍エンジニア塾 HPモデル
- 2019年　リサイクル環境推進部会「進会楽チャンネル2019年8月号」
- 2019年　東京電力エナジーパートナー「イカダで楽しむ重要文化財のワッフル型ダム【マスター家電】」
- 2019年　EYS-Space不動産「クラウドファンディング講座」-ケヴィン声
- 2019年　メディプラス「メディプラスゲル」モデル
- 2019年　東京電力エナジーパートナー「臭いマントはハンガー家電で脱臭！【マスター家電】」
- 2019年　Bellfaceブランディングムービー
- 2019年　マネーフォワード「Money Forward ME」
- 2019年　東京電力エナジーパートナー「スマホのバッテリーがない！充レンが便利【マスター家電】」
- 2019年　dTV「キッズアニメプロモーションムービー」
- 2019年　ホテル備品販売「ジョイント仕様で使い方いろいろ！篇」
- 2019年　ココカラファイン「ココカラクラブカード機能紹介〜プリカとサイト照会〜」
- 2019年　東京手仕事「玉盃 ながれ編」
- 2019年　ココカラファイン「ココカラ公式アプリ機能紹介〜お店満足度の巻〜」
- 2018年　一建設「注文住宅の展示場と会社案内」
- 2018年　Phone  Appli「連絡とれるくん」
- 2018年　東京電力エナジーパートナー「音声でエアコンや照明を操作できる天井家電って何？【マスター家電】」
- 2018年　熱川プリンスホテル HPモデル
- 2018年　京王プレッソインHP モデル
- 2018年　あけぼの薬局 HPモデル
- 2018年　BEATVISION「東京ゲームショウ2018」
- 2018年　東京電力エナジーパートナー「マスター家電THE MOVIE・前編」
- 2018年　東京電力エナジーパートナー「マスター家電THE MOVIE・後編」
- 2018年　東京電力エナジーパートナー「洗い物でケンカ！食器洗い乾燥機が便利です【マスター家電】」
- 2018年　東京電力エナジーパートナー「スマホでご飯を炊く！？ステキな炊飯器【マスター家電】」
- 2018年　ツインリンクもてぎ「MotoGP観戦席シリーズ」
- 2018年　SOEXCITE HPムービー
- 2018年　LION歯ブラシ交換デー「使えぬブラシ篇」
- 2018年　福井鐵工「溶接ママ募集！」
- 2018年　一建設「お引渡しの日」
- 2018年　東京電力エナジーパートナー「恋の邪魔する窓掃除ロボット【マスター家電】」
- 2018年　タイムズ24「B-Times」
- 2018年　三井住友カードWEBCM
- 2018年　リクルートコミュニケーションズ「エンジニア中途・新卒採用」WEBCM
- 2018年　東京電力エナジーパートナー「お風呂の弱点！アレも綺麗にできるのはナニ？【マスター家電】」
- 2018年　ココカラファイン「【ココカラクラブ】はこう使う！～ココカラファイン公式サイトのご紹介～」
- 2018年　ジーユー「職場体験」
- 2018年　東京電力エナジーパートナー「手作りチョコ失敗しないIHクッキング【マスター家電】」
- 2017年　稲取銀水荘 HPムービー
- 2017年　ボルテージ「予知するアプリ」WEBドラマCM
- 2017年　車買取アップル「お車買い換え編2」WEBCM
- 2017年　popIn Aladdin WEBCM
- 2017年　群馬の外壁塗装「ミヤケン」TVCM
- 2017年　行田市「足袋の自動販売機」WEBCM
- 2017年　docomo「ｄマガジン・中の人篇」WEBCM
- 2017年　スタディスト「Teachme Biz」PV
- 2017年　ココカラファイン「ネットショップ」WEBCM
- 2017年　日野自動車「東京モーターショー2017 もっと、はたらくトラック・バス」PV
- 2017年　GU「カムバック制度」PV
- 2017年　名水美人「映画試写会篇」TVCM
- 2017年　お口防衛隊「DHマッチングサービス」PV
- 2017年　ミドリ安全「エコ箸熱風殺菌・乾燥庫HSK-150A」WEBCM
- 2017年　日税サービス「就業不能サポート・生涯収入プロテクション」WEBCM
- 2017年　ハラホンダスマイル「乗るだけセット」TVCM・WEBCM
- 2017年　長野県飯田市 焼來肉Rockフェス「ヤキフェス」WEBCM
- 2017年　東京電力エナジーパートナー株式会社「くらしのラボ」WEBムービー
- 2017年　一般社団法人日本能率協会「Habit Rules」WEBムービー
- 2017年　日本新薬「糖化ケアサプリ AGE-SHUT」WEBCM
- 2017年　アース製薬「ナチュラス」WEBCM
- 2017年　ココカラファイン「マイ店舗登録キャンペーン」WEBCM
- 2017年　ピジョン「ランフィ」WEBCM
- 2017年　インテルPR動画「こたつ編」
- 2017年　押入れ産業「トラトランクルーム物語」WEBCM
- 2017年　ECCジュニア トレインチャンネルCM
- 2017年　車買取アップル「お車買い換え編」TVCM・WEBCM
- 2017年　ココカラファイン「ココカラ公式アプリ」「ココカラ公式サイトリニューアル・花粉症編」WEBCM
- 2017年　キューサイ「はちみつ青汁」WEBCM
- 2016年　埼玉県スマホアプリ「ポケットブックまいたま（おでかけ編・防犯編）」TVCM（テレビ埼玉）
- 2016年　Moving Saitama City（さいたま国際マラソン）PV
- 2016年　葉酸サプリクラブ公式PV
- 2016年　くらしのイロドリ WEB動画
- 2016年　ショップジャパン「ながらウォーク」WEBCM
- 2016年　結婚式招待状のbless『招待状・席次表アプリがあるカップル・ないカップル』WEBCM
- 2016年　クォーレ占い電話相談「予想外のモテ期 到来？編」WEBCM
- 2016年　歯科医師・歯科衛生士 求人採用動画「渋谷の歯科医院オーラルプロポーションクリニック」WEBCM
- 2016年　Brinno「Wi-Fiダイレクト式HDRタイムラプスカメラ　TLC120」トレインチャンネルCM
- 2016年　NECライティング「グラン・クオリティ」WEBページPV
- 2016年　亀山堂「kenomika」WEBCM
- 2016年　ココカラファイン「ココカラ公式アプリ」WEBCM
- 2016年　神奈川県×クレディゾン共同制作「セゾンカード」WEBCM
- 2016年　タイセイ「ファストフラッシュ」WEBCM
- 2016年　SEGATOYS「アンパンマンびょういん」TVCM
- 2016年　イトーヨーカ堂「アリオ蘇我」球場ビジョンCM・店頭ビジョンCM・WEBCM
- 2016年　NTT docomo「dアニメストア」TVCM（HBC「木曜サプリ」内でOA）
- 2016年　結婚相談所「スターマリアージュ青山」WEBCM
- 2016年　リノベる株式会社「リノベる。」WEBCM
- 2016年　ロッテ「ジェラートマイスター」店頭CM
- 2016年　J.M.Cヘアアイロン「HIPPA」WEBページPV
- 2016年　埼玉県物産観光館「そぴあ」PV
- 2016年　クォーレ占い電話相談「ウワキ現場ハッケン編」WEBCM
- 2015年　車買取アップル「鑑識篇」WEBCM
- 2015年　花王「クイックルワイパー」amazon特設ページWEBCM
- 2015年　PIXUS x Clip「動くスマフォトプリント」WEBCM
- 2015年　サカゼン 大きいサイズ「スーツ編」WEBCM
- 2015年　JAL「SKY SUITE スカイプレミアム」WEBCM
- 2015年　料理サプリ「料理サプリで学ぼう編」WEBCM
- 2015年　湘南貿易ノンアルコールワイン「MELLOW（メロウ）」WEBCM
- 2015年　大幸薬品「クレベリンゲル」「クレベリンパワーセイバー」店頭CM
- 2015年　ライブナビ薬用ヒップケアジェル「Peach Rose（ピーチローズ）」WEBCM
- 2015年　大幸薬品「正露丸」店頭CM（顔出しなし）
- 2015年　DMM.make ROBOTS コンセプトムービー
- 2015年　痩身エステ ラピュールサカエ「本当の話編」WEBCM
- 2015年　大幸薬品「クレベリンパワーセイバー」店頭CM（顔出しなし）
- 2015年　ケーブルテレビNCV函館センター「洗濯中のスマートテレビマン編」「スマテレマンおまたせしました篇」TVCM
- 2015年　nexansワックス脱毛「ベレーザブラジレイラ ブラックシュガーワックス」WEBCM
- 2015年　エントリージャパン「ナサリン」WEBCM
- 2015年　Clip「心揺さぶるメッセージアプリ編」WEBCM
- 2015年　ケーブルテレビNCV函館センター「がんばれ!スマートテレビマン!!-登場編」TVCM
- 2015年　車買取アップル「取調室篇」WEBCM
- 2014年　転職道.COMタクシー求人「TAXI DRIVER is interesting job」WEBCM
- 2014年　森下仁丹「カラダを元気にする和漢植物のチカラ　仁丹の食養生カレー」WEBCM
- 2014年　アデランス「女子に聞いてみた！俺、モテるにはどうしたらいいの？！」WEBCM
- 2014年　デジタルハリウッド「20周年大同窓会」WEBCM
- 2014年　ベルメゾン「走れるパンプス～ベネビス(benebis)～」WEBCM
- 2014年　JTB「JAPANiCAN.com - One Stop Shop for Things to Do in Japan」WEBCM
- 2014年　JTB「JAPANiCAN.com - Experience Japan's Hospitality」WEBCM
- 2014年　楽天オーネット「ほんとのところ篇」「カード篇」WEBCM
- 2014年　DMM.com「月額レンタル」 説明動画
- 2014年　SoftBank「AQUOS Xx SoftBank 304SH」WEBCM
- 2014年　リベルタ「デンティス」トレインチャンネルCM
- 2014年　ワコール「伸び温子」WEBCM
- 2014年　PIALA「リザルトクーポン」WEBCM
- 2014年　エリメントHRC アットメディカリスト「ドクター篇」「噂のサイト篇」WEBCM
- 2014年　バイク比較.com「競り編」WEBCM
- 2014年　第四銀行「だいしWillink」 TVCM・WEBCM
- 2014年　ワンボックス（Wanbox）WEBCM
- 2014年　SoftBank「AQUOS PHONE Xx mini 303SH」WEBCM
- 2014年　共生L&M「イオンecoかわいい小さな家」紹介動画
- 2014年　東武鉄道「Solaie R 東武サンライト杉戸高野台」紹介動画
- 2014年　共生L&M「鴻巣市下忍 建築条件付売地」紹介動画
- 2014年　共生L&M「ファミール大宮宮原壱番館」紹介動画
- 2014年　ディアレストコーポレーション「ディアレストアーバン立川」紹介動画
- 2013年　HOME’S WEBCM
- 2013年　楽天レンタル WEBCM
- 2013年　Mars Drinks Japan「無料オフィスデモの紹介」
- 2013年　DMM.com「3Dプリント」説明動画
- 2013年　上池自動車学校TVCM
- 2013年　車買取アップル「合同捜査篇」「誘拐篇」WEBCM
- 2013年　docomo「愛のあるメール大賞」TVCM・WEBCM
- 2013年　スージーニューヨーク「ビューラーレスマスカラ」WEBCM
- 2013年　ディアレストコーポレーション「ディアレストアーバン西新井本町」紹介動画
- 2013年　博進「博進の空間改革　PLUSPOT　ぷらスポット」紹介動画
- 2013年　博進「2世帯住宅　スマイリア　モデルハウス」紹介動画
- 2013年　博進「メロディ・アベニュー　吉川美南　彩’s」紹介動画
- 2013年　博進「シンフォニーガーデン　吉川美南　コスモタウン」紹介動画
- 2013年　共生L&M 「セント&ヒルズ　桶川坂田」紹介動画
- 2013年　共生L&M 「浦和美園 建築条件付宅地分譲 全16区画」紹介動画

## その他

### 書籍/電子書籍
- 2021年　OMDアグリネットサービス「農業女子-Agri Girls- INCOMPATIBILITY」[1]

### DVD
- 2019年　マクドナルド×ベネッセ「ハッピーセット」しまじろうとちゃれんじDVD
- 2019年　MALCA防災案内ビデオ

### トレインチャンネルＣＭ
- 2018年　タイムズ24「B-Times」

### 店頭PV
- 2018年　Google Pixel 3
- 2011年　HONDA「N BOX」

### スマホアプリ動画
- 2014年　テレビ東京「OBAKATEN」アプリ動画

### 講演
- 2016年　さいたま市民ワークショップ講師
- 2013年　ICT地域連携フォーラムinさいたま ゲストスピーカー

### イベント
- 2019年　夢KANA音楽祭2019
- 2018年　第4回さいたまキャンドルナイト
- 2017年　夢KANA音楽祭＠市民会館おおみや
- 2017年　第三回さいたまキャンドルナイト ゲスト出演
- 2016年　夢KANA音楽祭＠市民会館おおみや
- 2015年　夢KANA音楽祭＠市民会館おおみや
- 2014年　夢KANA音楽祭＠市民会館おおみや
- 2014年　自衛隊入隊激励会ゲスト＠大宮ソニックシティ
- 2013年　夢KANA・ストぱふぉチャリティーコンサート＠市民会館おおみや
- 2012年　さいたマーチ見沼ツーデーウォーク ゲスト
- 2012年　コラボさいたま アマチアスUSTREAM生配信ブース
- 2012年　南区まつり ゲスト
- 2012年　大宮区民ふれあいフェア
- 2012年　夢KANA・ストぱふぉチャリティーコンサート＠市民会館おおみや
- 2012年　さいたまカーフリーデー
- 2012年　指扇まつり
- 2012年　東大宮サマーフェスティバル
- 2012年　ウラワミュージックフェスタ
- 2012年　浦和まつり〜南浦和会場〜
- 2012年　漫福寄席
- 2012年　バラまつり（さいたま市与野）
- 2012年　アートフル夢まつり
- 2012年　さいたまシティマラソン（ゲストランナー）
- 2012年　まんがちっく音楽祭
- 2011年　さいたま市南区まつり